# Mieczysław Mierzyński
Mieczysław Mierzyński (ur. 28 lipca 1905 w Białej Podlaskiej, zm. 23 lipca 1975) – nauczyciel, działacz polityczny, porucznik Wojska Polskiego.

## Życiorys
Mieczysław Mierzyński urodził się w Białej Podlaskiej, a jego ojciec był kolejarzem. 15 maja 1927 roku w Brześciu nad Bugiem rozpoczął pracę jako nauczyciel w szkole powszechnej. W Szkole Podchorążych Rezerwy Artylerii w Zaleszczykach odbył czynną służbę wojskową i do wybuchu wojny wykonywał zawód nauczyciela. W czasie wojny walczył z Niemcami w Brześciu nad Bugiem oraz brał udział w powstaniu warszawskim. Na Uniwersytecie Warszawskim kończył studia wyższe i jednocześnie studiował u profesora Grzegorza Orłowa w Studium Operowym w klasie śpiewu. 23 maja 1938 roku w Operze Warszawskiej w Halce Stanisława Moniuszki wystąpił w partii Jontka. W latach międzywojennych rozwijał działalność estradową w Warszawskim Towarzystwie Muzycznym oraz w chórach prowadzonych przez Wacława Lachmana i Piotra Maszyńskiego. Organizator oraz nauczyciel w styczniu 1945 roku, gdzie w Gimnazjum i Liceum w Boernerowie koło Warszawy prowadził fizykę i chemię. 26 marca 1945 roku został zmobilizowano go do 2 Armii Wojska Polskiego i przydzielono do 38 pułku piechoty 11 Dywizji Piechoty. Po zakończonych działaniach wojennych został skierowany do Gubina, gdzie został zastępcę komendanta wojennego miasta, a następnie w Lubsku organizował szkołę podoficerską. Jako nauczyciel zdemobilizowano go we wrześniu 1945 roku i nosząc jeszcze mundur oficerski w listopadzie tegoż roku organizował Państwowe Gimnazjum i Liceum w Gubinie, gdzie jako nauczyciel nauczał fizyki i chemii oraz śpiewu.
Mieczysław Mierzyński do 31 grudnia 1950 roku przebywał w Gubinie, gdzie uczestniczył w życiu społecznym i kulturalnym wówczas miasta powiatowego. Dzięki niemu w mieście nastąpił rozwój życia muzycznego i teatralnego oraz nawiązał kontakty kulturalne z Gnieznem i na wielu imprezach występował jako tenor. W okresie od 1 stycznia do 30 kwietnia 1951 roku w województwie zielonogórskim był wizytatorem szkół średnich ogólnokształcących. Później w Wojewódzkim Ośrodku Doskonalenia Kadr Oświatowych kierownik sekcji fizyki oraz kierownik Oddziału Szkolnictwa Licealnego Wojewódzkiego Wydziału Oświaty. Na Wydziale Fizyki Studium Nauczycielskiego w Zielonej Górze od 1 września 1959 roku do 31 sierpnia 1970 roku pracował na stanowisku kierownika i wykładowcy oraz prowadził wykłady w punkcie konsultacyjnym Uniwersytetu im. Adama Mickiewicza w Poznaniu. Od 26 grudnia 1945 roku w Stronnictwie Demokratycznym był jego członkiem i pełnił m.in. funkcje: prezesa PK w Gubinie, członka WK w Poznaniu, członka Sekretariatu WK SD w Zielonej Górze, przewodniczącego MK SD w Nowej Soli. Przewodniczący WK SD w Zielonej Górze oraz członek CK SD od 1955 do 1966 roku.
Do ważniejszych funkcji Mieczysława Mierzyńskiego w organizacjach społecznych, związkowych i radach narodowych były: współzałożyciel i wiceprezes Zarządu Powiatowego Związku Osadników Wojskowych w 1946 roku; członek Prezydium Oddziału Związku Nauczycielstwa Polskiego w Gubinie; członek Prezydium Zarządu Okręgu ZNP od 1951 do 1966 roku i wiceprezes Zarządu Okręgu przez trzy kadencje; radny WRN od 1955 do 1965 roku; w Zielonej Górze członek Komisji Oświaty, Prezydium i Plenum TWP, Komisji Międzypartyjnej; przewodniczący Komisji Historycznej Zarządu Wojewódzkiego ZBoWiD od 1962 do 1967 roku, a członek Prezydium od 1961 roku, a następnie w Zielonej Górze był prezesem Lubuskiego Towarzystwa Muzycznego im. Henryka Wieniawskiego. Emeryt od 1 września 1970 roku. W swojej 50 letniej pracy pedagogicznej był wychowawcą kilku pokoleń młodzieży oraz za swoją pracę pedagogiczną i społeczną zdobył sobie głęboki szacunek.

## Ordery i odznaczenia
- Krzyż Kawalerski Orderu Odrodzenia Polski,
- Order Krzyża Grunwaldu,
- Złoty Krzyż Zasługi,
- Medal 10-lecia Polski Ludowej,
- Medal Zwycięstwa i Wolności 1945,
- Medal „Za udział w walkach o Berlin”,
- Odznaka 1000-lecia Państwa Polskiego,
- Złota i Srebrna Odznaka „Zasłużony Popularyzator Wiedzy TWP”,
- Złota Odznaka ZNP,
- Odznaka „Zasłużony Obywatel Ziemi Nowosolskiej”,
- Odznaka „Za zasługi w rozwoju województwa zielonogórskiego”,
- Odznaka XXV-lecia Stronnictwa Demokratycznego,
- Odznaka „Zasłużony Działacz Kultury”.